# سیارک ۹۶۴۱
سیارک ۹۶۴۱ (به انگلیسی: 9641 Demaziere، نامگذاری:1994PB30) نه هزار و ششصد و چهل و یکمین سیارک کشف شده‌است که در ۱۲ اوت ۱۹۹۴ کشف شد.
قدر مطلق سیارک برابر ۱۴٫۸۰ است.